# Paso Pereira
Paso Pereira és una petita localitat de l'Uruguai, ubicada a l'oest del departament de Cerro Largo, limítrof amb Tacuarembó. Té una població aproximada de 298 habitants, segons les dades del cens del 2004.
Es troba a 78 metres sobre el nivell del mar.